# Бактія
Бактія — округ у регентстві Північний Ачех, Нанггре Ачех-Даруссалам, провінція Індонезії.
Бактія має кілька сіл, а саме:
- Вест Алуе Ану
- Східний Алуе Ану
- Алуе Білі Геулумпанг
- Алуе Білі Раєюк
- Алуе Буя
- Алуе Дама
- Алуе Гедонг
- Алуе Іє Путех
- Алуе Іє Тарек
- Алуе Джамок
- Алуе Кеутапанг
- Алуе Рамбонг
- Алуе Серданг
- Аронган Ліза
- Бабуссалам
- Букет Дара Баро
- Букет Луенг Бата
- Букет Мон Сукон
- Чеумпедак
- Синта Макмур
- Ліжечко Ара
- Ліжечко Кумбанг
- Кот Мане
- Дитяче ліжечко Маньянг
- Ліжечко Улая
- Геулумпанг Бунгкок
- Геулумпанг Пайонг
- Геулумпанг Самлако
- Кеуде Меуньє IV
- West Krueng Lingka
- Східний Круенг Лінка
- Лхок Сеутуй
- Луенг Бата
- Матанг Баро
- Матанг Берінген
- Matang Cut
- Матанг Кареунг
- Матанг Келаю
- Матанг Кумбанг
- Матанг Лаванг
- Матанг Ліня
- Матанг Маньям
- Матанг Пінонг
- Матанг Рава
- Західний Матанг Райя
- Східний Матанг Райя
- Матанг Реудеуп
- Матанг Улім
- Меуданг Ара
- Меунасах Буджок
- Меунасах Геудон
- Пуцок Алуе
- Пуло Сеукі
- Рамбонг Далам
- Танджонг Геулумпанг
- Уджонг Дама
- Кеуде Алуе Іє Путех
- Кеуде Панте Брей

| Індонезія | Це незавершена стаття з географії Індонезії. Ви можете допомогти проєкту, виправивши або дописавши її. |

1. 1 2 3 4 5 6 7 8 9 10 11 12 13 14 15 16 17 18 19 20 21 22 23 24 25 26 27 28 29 30 31 32 33 34 35 36 37 38 39 40 41 42 43 44 45 46 47 48 49 50 51 52 53 54 55 56 57  Indonesian Minister of Home Affairs Decree Number 050-145 of 2022